# Баутиста, Рей
Рей Баутиста (англ. Rey Bautista; 19 июня 1986; Кандихай, Филиппины) — филиппинский боксёр-профессионал. Бывший претендент на титул чемпиона мира во второй легчайшей весовой категории.

## Профессиональная карьера
Дебютировал на ринге 12 июня 2003 года, победив по очкам в шестираундовом поединке Ноэля Акасио.
2 декабря 2006 года одержал досрочную победу над бывшем претендентом на титул чемпиона мира во 2-м наилегчайшем весе бразильцем Джованни Андраде.

### Отборочный бой с Серхио Мединой
5 мая 2007 года Баутиста встретился с не имеющим поражений аргентинцем Серхио Мануэлем Мединой. Бой продлился все 12 раундов. Судьи отдали победу филиппинцу (единогласно): 116/108 и 115/109 (дважды). Баутиста стал официальным претендентом на титул WBO.

### Чемпионский бой сДаниэлем Понсе де Леоном
11 августа 2007 года Баутиста вышел на бой за титул чемпиона мира WBO во 2-м легчайшем весе против мексиканца Даниэля Понсе де Леона. Филиппинский боксёр потерпел тяжёлое поражение нокаутом в первом же раунде.

## Титулы
- Чемпион Азиатско-Тихоокеанского региона в легчайшей весовой категории (WBO Asia Pacific, 2004—2005)
- Чемпион Азиатско-Тихоокеанского региона среди молодёжи во второй легчайшей весовой категории (WBO Asia Pacific Youth, 2007)
- Интерконтинентальный чемпион во второй легчайшей весовой категории (WBO Inter-Continental, 2007—2008)
- Временный Интернациональный чемпион в полулёгкой весовой категории (WBC International, 2009—2010)
- Интернациональный чемпион в полулёгкой весовой категории (IBF, 2011)
- Интернациональный чемпион в полулёгкой весовой категории (WBO, 2012)